# Kerend-e Gharb
Kerend-e Gharb (farsi کرند غرب) è il capoluogo dello shahrestān di Dalahu, circoscrizione Centrale, nella provincia di Kermanshah. Aveva, nel 2006, una popolazione di 7.894 abitanti. 